# Pavol Paška
Pavol Paška (23. února 1958 Košice – 6. dubna 2018 Košice) byl slovenský politik. Byl místopředsedou strany SMER – sociálna demokracia a také předsedou Národní rady Slovenské republiky v letech 2006 až 2010 a 2012 až 2014.

## Život
Pavol Paška vystudoval gymnázium v Košicích (1977), v roce 1985 absolvoval Filozofickou fakultu Univerzity Komenského v Bratislavě, studijní kombinace marxisticko-leninská filozofie, v kombinaci s marxisticko-leninskou estetikou. V letech 1978–1980 pracoval v Zdroji, s.p. Košice, v období 1985–1986 v Krajském osvětovém středisku v Košicích, v letech 1989–1990 na Obvodním národním výboru - ObKS KE II, KVP a v letech 1990–1992 na Místním úřadě KVP, Košice. Od roku 1992 byl soukromým podnikatelem. Pavol Paška byl ženatý a měl dva syny.
Zemřel 6. dubna 2018 na infarkt.

## Politická činnost
Pavol Paška byl místopředsedou strany SMER – sociálna demokracia a členem jejího předsednictva. Byl zvolen za poslance NR SR ve volebním období 2006–2010 za SMER, který od ledna 2005 působí pod názvem SMER – sociálna demokracia (SMER-SD).
Ve volebním období 2002–2006 byl předsedou Zahraničního výboru NR SR a členem Výboru NR SR pro zdravotnictví a Zvláštního kontrolního výbor NR SR pro kontrolu činnosti SIS.
V lednu 2014 Paška navrhl, aby se úřad veřejného ochránce práv přestěhoval z Bratislavy do Košic. Podle Paška by ombudsmanka měla "sídlit blíže k problematickým oblastem". Tehdejší ombudsmanka Jana Dubovcová přesun považovala za "trest a výstrahu veřejnému ochránci práv za aktivity, které vykonává" a upozornila i na velké náklady stěhování.
Na podzim 2014 parlamentní opozice žádala jeho rezignaci na post předsedy Národní rady kvůli údajnému tunelování ve slovenském zdravotnictví a podezřelému nákupu přístroje v nemocnici v Piešťanech. Paška na obvinění reagoval trestním oznámením. Poslanec Alojz Hlina proti Paškovi organizoval několik protestů, největšího na náměstí SNP v Bratislavě se účastnilo přes tisíc lidí. Paška nakonec 16. listopadu 2014 po komunálních volbách v jeho domovských Košicích, které opozice označila jako referendum o jeho budoucnosti, oznámil, že odstoupí, přestože místní kandidát SMERu-SD na primátora Richard Raši ve volbách zvítězil. Vzdal se zároveň i poslaneckého mandátu. Ve funkci předsedy Národní rady jej 25. listopadu nahradil dosavadní ministr školství Peter Pellegrini.